# Pichu Straneo
Oscar Fernando Straneo Díaz (Montevideo, Uruguay, 3 de noviembre de 1967), conocido públicamente como Pichu Straneo o simplemente Pichu, es un actor, humorista, imitador y músico uruguayo. En TV, sus trabajos más destacados fueron en Lo mejor y lo peor: Pablo y Pachu en 2008 y, desde 2009 hasta 2019, en Sin Codificar.

## Trayectoria profesional
Debutó en la televisión uruguaya en 1990, haciendo una participación en el programa El show del mediodía, conducido por el humorista Cacho de la Cruz. Además, participó del programa infantil de Canal 4 Jugo de colores en el rol del Capitán Amianto, junto a Álvaro Navia y Sebastián Almada.
Cuando el programa argentino Videomatch decidió producir cámaras ocultas en ese canal, con la conducción de Andrea Frigerio, Pichu le propuso a sus compañeros presentar un video para que se lo entreguen a Marcelo Tinelli. Así, primero fue contratado Navia y después Almada. Pichu, en tanto, debía cumplir su contrato con el canal por lo que tardó algo más en ingresar al programa de Argentina. Allí tuvo una extensa trayectoria. Luego tuvo varias participaciones en otros programas de TV, en teatro y en radio.
En teatro, en 2007, obtuvo el premio Carlos, en Villa Carlos Paz, por su labor en la obra Mi mujer se llama Mauricio, junto a Emilio Disi y Florencia de la V; en 2013 fue ganador del premio Tato a la revelación. En ese mismo año participó del concurso talent show de imitación Tu cara me suena 2 conducido por Marley Wiebe, donde obtuvo el quinto puesto tras ocho meses de competencia, más tarde regresó al concurso junto a su amiga y compañera Claribel Medina (como dúo), donde obtuvieron el sexto puesto tras cinco meses de competencia. 
Desde 2023, está en La Vuelta de Fox Sports y La Peña de Morfi en Telefe, además forma parte del programa radial ATR que se transmite en Pop Radio 101.5.

## Otras participaciones y reconocimientos
Pichu ha participado con gran éxito en el carnaval uruguayo, habiendo obtenido el primer premio dos veces en la categoría Humoristas con Los Carlitos (1987 y 1988), tres veces en la categoría Parodistas con Los Gaby's (1989, 1990 y 1993) y dos veces también en esta última categoría, con Momosapiens (1998 y 2001), grupo del cual es fundador.

## Filmografía

### Televisión
| Año           | Programa               | Canal           |
| ------------- | ---------------------- | --------------- |
| 1990-1994     | El show del mediodía   | Teledoce        |
| 1995-1997     | Jugo de colores        | Canal 4         |
| 1998-2004     | Videomatch             | Telefe          |
| 2005          | Showmatch              | Canal 9         |
| 2006          | Showmatch              | Canal 13        |
| 2007          | Hola América           | Fox Sports      |
| 2008          | Pablo y Pachu          | América TV      |
| 2009          | Paraíso terrenal       | Canal 13        |
| 2009-2012     | Sin codificar          | América TV      |
| 2013-2019     | Peligro: Sin codificar | Telefe          |
| 2010-2011     | Cucharita cucharón     | Ciudad Magazine |
| 2016-2018     | Repechaje              | DirecTV Sports  |
| 2016          | Loco por vos           | Telefe          |
| 2017          | Juguemos en el bosque  | Telefe          |
| 2017          | ¿En qué mano está?     | Telefe          |
| 2019          | Cortá por Lozano       | Telefe          |
| 2021          | Showmatch              | Canal 13        |
| 2021          | Los Mammones           | América TV      |
| 2022          | Mandá Play             | América TV      |
| 2022          | Recreo                 | América TV      |
| 2022          | Decodificados          | Flow            |
| 2023          | La Vuelta              | Fox Sports      |
| 2023-presente | La Peña de Morfi       | Telefe          |

### Realities shows
| Año  | Título                          | Rol                                  | Notas              |
| ---- | ------------------------------- | ------------------------------------ | ------------------ |
| 2013 | Celebrity Splash                | Participante                         | 7.º finalista      |
| 2014 | Tu cara me suena 2              | Participante                         | 5.º clasificado    |
| 2015 | Tu cara me suena 3              | Participante junto a Claribel Medina | 6.tos clasificados |
| 2020 | Divina comida                   | Anfitrión / Participante             | 2.º lugar          |
| 2022 | ¿Quién es la máscara? (Uruguay) | Participante                         | 5.ª desenmascarado |

### Streaming
| Año         | Título                        | Papel       | Canal     |
| ----------- | ----------------------------- | ----------- | --------- |
| 2024 / 2025 | Stream Master / Xtream Master | Coconductor | Luzu TV   |
| 2024        | La Gambeta                    | Panelista   | DGO       |
| 2025        | La Gambeta                    | Panelista   | Takawishi |

### Teatro
- Megahumor (con José María Listorti, Sebastián Almada y Álvaro Navia) (2003/2004)
- Inodoro Pereyra (con Berugo Carámbula y Miguel Ángel Rodríguez) (2004/2005)
- Matchumor (con Sebastián Almada, Martin Bossi, Roberto Peña, Fernando Ramírez) (2005)[4]
- Mi mujer se llama Mauricio (con Emilio Disi, Diego Pérez, Fernando Lúpiz y Sandra Smith) (2007)
- El último argentino virgen (con Beatriz Salomón y Marixa Balli) (2007)
- Gonalmente renovado (con Sergio Gonal) (2008)
- Gonalmente divertido (con Sergio Gonal) (2009)
- Y al octavo día se río mucho (con Roberto "Chamaco" Peyronel) (2010)[5]
- Sin codificar (2011)
- Igualmente distintos (2016)
- Sin codificar - 10 Años (2019)
- Una Mágica Navidad (2020)
- Yo soy tu amigo infiel (2022)
- Pichu Vende Humo…R (2023)
- La Gambeta (con Yayo Guridi, Luis Rubio y Martin Vazquez) (2025)

### Cine
- Bañeros 5: Lentos y cargosos (2018)
- 30 noches con mi ex (2022)
- Lennons (2023) como Ladrón

### Radio
- Radiomatch, Radio La Red (1998-2002)
- Pirateando, Aspen 102.3 (2003)
- Mónica y César, Del Plata (2004)
- Imaginate, Blue 100.7 (2005-2008)
- Compacto, Radio 10 (2009)
- Tarde, Vale 97.5 (2009)
- Uno por la mañana, Radio Rivadavia (2009)
- Dale, AM 750 (2010-2014)
- Dale vieja dale, Radio con Vos (2015)
- Despierta Corazón, Pop Radio 101.5 (2016 - 2018)
- Ladridos, Los 40 Principales (2019-2021)
- Se*y y Barrigón, Pop Radio 101.5 (2021)
- Bondi Libre, Pop Radio 101.5 (2021)
- ATR, Pop Radio 101.5 (2022)

## Premios y nominaciones
| Año  | Premio                | Categoría         | Programa               | Resultado |
| ---- | --------------------- | ----------------- | ---------------------- | --------- |
| 2013 | Premios Tato          | Revelación        | Peligro: Sin codificar | Ganador   |
| 2023 | Premios Martín Fierro | Labor Humorística | Recreo                 | Ganador   |
| 2024 | Premios Martín Fierro | Labor Humorística | La Peña de Morfi       | Nominado  |